# Lasioglossum striatum
Lasioglossum striatum är en biart som beskrevs av Walker 1995. Lasioglossum striatum ingår i släktet smalbin, och familjen vägbin. Inga underarter finns listade i Catalogue of Life.